# Cupa Cupelor 1967-1968
Ediția a opta a Cupei Cupelor, desfășurată în sezonul 1967-1968 a fost câștigată, în premieră, de AC Milan care a învins în finală pe Hamburger SV. Deținătoarea trofeului, FC Bayern München a fost eliminată în semifinală de către viitoarea câștigătoare.
România a fost reprezentată de CSA Steaua București care a părăsit competiția în optimi, după disputa cu Valencia CF.

## Șaisprezecimi de finală
| Echipa 1                  | Total  | Echipa 2                     | Turul I | Turul II |
| ------------------------- | ------ | ---------------------------- | ------- | -------- |
| Aberdeen FC               | 14 – 1 | Knattspyrnufélag Reykjavíkur | 10 – 0  | 1 – 4    |
| Hamburger SV              | 7 – 3  | Randers Sportsklub Freja     | 5 – 3   | 2 – 0    |
| FK Austria Viena          | 1 – 4  | CSA Steaua București         | 0 – 2   | 1 – 2    |
| Rába ETO Győr             | 9 – 0  | Apollon FC Limassol          | 5 – 0   | 4 – 0    |
| NK Hajduk Split           | 3 – 6  | Tottenham Hotspur FC         | 0 – 2   | 3 – 4    |
| Shamrock Rovers FC Dublin | 1 – 3  | Cardiff City FC              | 0 – 2   | 3 – 4    |
| FC Aris Bonnevoie         | 1 – 5  | Olympique Lyonnais           | 0 – 3   | 1 – 2    |
| FC Torpedo Moscova        | 1 – 0  | BSG Motor Zwickau            | 0 – 0   | 1 – 0    |
| Helsingin Jalkapalloklubi | 1 – 8  | GTS Wisła Cracovia           | 1 – 4   | 0 – 4    |
| Fredrikstad FK            | 2 – 7  | Vitória FC Setúbal           | 1 – 5   | 1 – 2    |
| Valencia CF               | 8 – 2  | Crusaders FC Belfast         | 4 – 0   | 4 – 2    |
| FC Lausanne-Sport         | 3 – 4  | Spartak TAZ Trnava           | 3 – 2   | 0 – 2    |
| AC Milan                  | 6 – 2  | FD Levski Sofia              | 5 – 1   | 1 – 1    |
| Altay SK Izmir            | 2 – 3  | Royal Standard de Liège      | 2 – 3   | 0 – 0    |
| FC Bayern München         | 7 – 1  | Panathinaikos AO Atena       | 5 – 0   | 2 – 1    |
| Floriana FC               | 1 – 3  | NAC Breda                    | 1 – 2   | 0 – 1    |

### Turul I
| Aberdeen FC                                                                              | 10 – 0 | Knattspyrnufélag Reykjavíkur |
| ---------------------------------------------------------------------------------------- | ------ | ---------------------------- |
| Munro 19', 53', 62' Storrie 21', 56' Smith 32', 76' McMillan 44' Taylor 49' Petersen 72' |        |                              |

| Hamburger SV                             | 5 – 3 | Randers Sportsklub Freja                |
| ---------------------------------------- | ----- | --------------------------------------- |
| Seeler 2', 28', 84' Krämer 55' Hönig 64' |       | Andreasen 15' Sørensen 68' Gaardsøe 90' |

| FK Austria Viena | 0 – 2 | CSA Steaua București |
| ---------------- | ----- | -------------------- |
|                  |       | Șoo 42' Avram 70'    |

| Rába ETO Győr                                   | 5 – 0 | Apollon FC Limassol |
| ----------------------------------------------- | ----- | ------------------- |
| Nell 19' Győrfi 25' Varsányi 48' Szaló 80', 83' |       |                     |

| NK Hajduk Split | 0 – 2 | Tottenham Hotspur FC     |
| --------------- | ----- | ------------------------ |
|                 |       | Robertson 4' Greaves 88' |

| Shamrock Rovers FC Dublin | 1 – 1 | Cardiff City FC |
| ------------------------- | ----- | --------------- |
| Gilbert 17'               |       | King 47'        |

| FC Aris Bonnevoie | 0 – 3 | Olympique Lyonnais        |
| ----------------- | ----- | ------------------------- |
|                   |       | Pin 22' Di Nallo 38', 61' |

| FC Torpedo Moscova | 0 – 0 | BSG Motor Zwickau |
| ------------------ | ----- | ----------------- |
|                    |       |                   |

| Helsingin Jalkapalloklubi | 1 – 4 | GTS Wisła Cracovia                      |
| ------------------------- | ----- | --------------------------------------- |
| Pajo 76'                  |       | Skupnik 10' Lendzion 14', 27' Sykta 66' |

| Fredrikstad FK | 1 – 5 | Vitória FC Setúbal                                |
| -------------- | ----- | ------------------------------------------------- |
| Fuglset 72'    |       | Pedras 19', 33' José Maria 43' Guerreiro 61', 78' |

| Valencia CF                              | 4 – 0 | Crusaders FC Belfast |
| ---------------------------------------- | ----- | -------------------- |
| Ansola 2', 13' Jara 28' (pen.) Waldo 55' |       |                      |

| FC Lausanne-Sport                 | 3 – 2 | Spartak TAZ Trnava |
| --------------------------------- | ----- | ------------------ |
| Kerkhoffs 33', 42' Armbruster 90' |       | Švec 8', 17'       |

| AC Milan                                         | 5 – 1 | FD Levski Sofia |
| ------------------------------------------------ | ----- | --------------- |
| Sormani 51' Hamrin 53', 70' Anquilletti 83', 86' |       | Asparuhov 63'   |

| Altay SK Izmir    | 2 – 3 | Royal Standard de Liège        |
| ----------------- | ----- | ------------------------------ |
| Akı 20' İçten 42' |       | Colonval 17' Claessen 66', 85' |

| FC Bayern München                                                 | 5 – 0 | Panathinaikos AO Atena |
| ----------------------------------------------------------------- | ----- | ---------------------- |
| Müller 13' (pen.), 46' Kupferschmidt 25' Beckenbauer 32' Jung 57' |       |                        |

| Floriana FC   | 1 – 2 | NAC Breda         |
| ------------- | ----- | ----------------- |
| Buttigieg 50' |       | Visshers 48', 69' |

### Turul II
| Knattspyrnufélag Reykjavíkur | 1 – 4 | Aberdeen FC                           |
| ---------------------------- | ----- | ------------------------------------- |
| Hafsteinsson 71'             |       | Storrie 43', 56' Buchan 45' Munro 48' |

Aberdeen FC s-a calificat cu scorul general 14–1.
| Randers Sportsklub Freja | 0 – 2 | Hamburger SV              |
| ------------------------ | ----- | ------------------------- |
|                          |       | Kurbjuhn 2' Dieckmann 23' |

Hamburger SV s-a calificat cu scorul general 7–3.
| Apollon FC Limassol                        | 0 – 4 | Rába ETO Győr |
| ------------------------------------------ | ----- | ------------- |
| Kiss 63' Szaló 65' Varsányi 72' Stolcz 79' |       |               |

Rába ETO Győr s-a calificat cu scorul general 9–0.
| CSA Steaua București | 2 – 1 | FK Austria Viena |
| -------------------- | ----- | ---------------- |
| Manea 24' Negrea 85' |       | Marković 37'     |

CSA Steaua București s-a calificat cu scorul general 4–1.
| Tottenham Hotspur FC                        | 4 – 3 | NK Hajduk Split                     |
| ------------------------------------------- | ----- | ----------------------------------- |
| Robertson 23' Gilzean 30', 84' Venables 40' |       | Vardić 81' Mušović 83' Hlevnjak 89' |

Tottenham Hotspur FC s-a calificat cu scorul general 6–3.
| Cardiff City FC              | 2 – 0 | Shamrock Rovers FC Dublin |
| ---------------------------- | ----- | ------------------------- |
| Toshack 17' Brown 74' (pen.) |       |                           |

Cardiff City FC s-a calificat cu scorul general 3–1.
| Olympique Lyonnais       | 2 – 1 | FC Aris Bonnevoie |
| ------------------------ | ----- | ----------------- |
| Pin 5' Maison 28' (pen.) |       | Heger 79'         |

Olympique Lyonnais s-a calificat cu scorul general 4–1.
| GTS Wisła Cracovia                            | 4 – 0 | Helsingin Jalkapalloklubi |
| --------------------------------------------- | ----- | ------------------------- |
| Rainiala 25' Skupnik 44' Wójcik 60' Sykta 79' |       |                           |

GTS Wisła Cracovia s-a calificat cu scorul general 8–1.
| Vitória FC Setúbal    | 2 – 1 | Fredrikstad FK |
| --------------------- | ----- | -------------- |
| Pedras 5' Armando 50' |       | Arntsen 58'    |

Vitória FC Setúbal s-a calificat cu scorul general 7–2.
| Crusaders FC Belfast  | 2 – 4 | Valencia CF                      |
| --------------------- | ----- | -------------------------------- |
| Trainor 3' Magill 69' |       | Paquito 15', 34', 61' Ansola 42' |

Valencia CF s-a calificat cu scorul general 8–2.
| Spartak TAZ Trnava         | 2 – 0 | FC Lausanne-Sport |
| -------------------------- | ----- | ----------------- |
| Adamec 25' Martinkovič 90' |       |                   |

Spartak TAZ Trnava s-a calificat cu scorul general 4–3.
| FD Levski Sofia | 1 – 1 | AC Milan    |
| --------------- | ----- | ----------- |
| Asparuhov 75'   |       | Sormani 11' |

AC Milan s-a calificat cu scorul general 6–2.
| NAC Breda  | 1 – 0 | Floriana FC |
| ---------- | ----- | ----------- |
| Pirard 55' |       |             |

NAC Breda s-a calificat cu scorul general 3–1.
| Royal Standard de Liège | 0 – 0 | Altay SK Izmir |
| ----------------------- | ----- | -------------- |
|                         |       |                |

Royal Standard de Liège s-a calificat cu scorul general 3–2.
| Panathinaikos AO Atena | 1 – 2 | FC Bayern München      |
| ---------------------- | ----- | ---------------------- |
| Kalaitzidis 70'        |       | Müller 8' Koulmann 88' |

FC Bayern München s-a calificat cu scorul general 7–1.

## Optimi de finală
| Echipa 1                | Total | Echipa 2             | Turul I | Turul II |
| ----------------------- | ----- | -------------------- | ------- | -------- |
| FC Bayern München       | 7 – 3 | Vitória FC Setúbal   | 6 – 2   | 1 – 1    |
| NAC Breda               | 2 – 5 | Cardiff City FC      | 1 – 1   | 1 – 4    |
| GTS Wisła Cracovia      | 0 – 5 | Hamburger SV         | 0 – 1   | 0 – 4    |
| Rába ETO Győr           | 3 – 3 | AC Milan             | 2 – 2   | 1 – 1    |
| FC Torpedo Moscova      | 6 – 1 | Spartak TAZ Trnava   | 3 – 0   | 3 – 1    |
| Royal Standard de Liège | 3 – 2 | Aberdeen FC          | 3 – 0   | 0 – 2    |
| Olympique Lyonnais      | 4 – 4 | Tottenham Hotspur FC | 1 – 0   | 3 – 4    |
| Valencia CF             | 3 – 1 | CSA Steaua București | 3 – 0   | 0 – 1    |

### Turul I
| FC Bayern München                                                    | 6 – 2 | Vitória FC Setúbal |
| -------------------------------------------------------------------- | ----- | ------------------ |
| Müller 9', 60', 89' (pen.) Brenninger 20' Ohlhauser 26' Nafziger 50' |       | Pedras 6' Tomé 80' |

| NAC Breda   | 1 – 1 | Cardiff City FC |
| ----------- | ----- | --------------- |
| Visshers 8' |       | King 67'        |

| GTS Wisła Cracovia | 0 – 1 | Hamburger SV |
| ------------------ | ----- | ------------ |
|                    |       | Seeler 83'   |

| Rába ETO Győr   | 2 – 2 | AC Milan         |
| --------------- | ----- | ---------------- |
| Győrfi 30', 81' |       | Sormani 21', 82' |

| FC Torpedo Moscova                     | 3 – 0 | Spartak TAZ Trnava |
| -------------------------------------- | ----- | ------------------ |
| Șcerbakov 17' Pakhomov 41' Voronin 62' |       |                    |

| Royal Standard de Liège              | 3 – 0 | Aberdeen FC |
| ------------------------------------ | ----- | ----------- |
| Claessen 6' Jurkiewicz 12' Pilot 65' |       |             |

| Olympique Lyonnais     | 1 – 0 | Tottenham Hotspur FC |
| ---------------------- | ----- | -------------------- |
| Guy 34' · Di Nallo 75' |       | Mullery 34'          |

| Valencia CF                      | 3 – 0 | CSA Steaua București |
| -------------------------------- | ----- | -------------------- |
| Pep Claramunt 2' Ansola 42', 73' |       |                      |

### Turul II
| Vitória FC Setúbal | 1 – 1 | FC Bayern München |
| ------------------ | ----- | ----------------- |
| Pedras 68'         |       | Ohlhauser 75'     |

FC Bayern München s-a calificat cu scorul general 7–3.
| Cardiff City FC                           | 4 – 1 | NAC Breda   |
| ----------------------------------------- | ----- | ----------- |
| Brown 3' Jones 19' Clarke 66' Toshack 68' |       | Nouwens 29' |

Cardiff City FC s-a calificat cu scorul general 5–2.
| Hamburger SV                            | 4 – 0 | GTS Wisła Cracovia |
| --------------------------------------- | ----- | ------------------ |
| Schulz 24', 43' Kurbjuhn 41' Seeler 57' |       |                    |

Hamburger SV s-a calificat cu scorul general 5–0.
| Spartak TAZ Trnava | 1 – 3 | FC Torpedo Moscova         |
| ------------------ | ----- | -------------------------- |
| Kuna 10'           |       | Pais 65' Strelțov 15', 57' |

FC Torpedo Moscova s-a calificat cu scorul general 6–1.
| Aberdeen FC           | 2 – 0 | Royal Standard de Liège |
| --------------------- | ----- | ----------------------- |
| Munro 20' Melrose 66' |       |                         |

Royal Standard de Liège s-a calificat cu scorul general 3–2.
| AC Milan  | 1 – 1 | Rába ETO Győr |
| --------- | ----- | ------------- |
| Prati 22' |       | Szaló 7'      |

La scorul general 3–3, AC Milan s-a calificat datorită numărului mai mare de goluri marcate în deplasare.
| Tottenham Hotspur FC                             | 4 – 3 | Olympique Lyonnais                   |
| ------------------------------------------------ | ----- | ------------------------------------ |
| Greaves 20', 44' (pen.) Gilzean 55' Venables 70' |       | Di Nallo 54' Rambert 57' Bouassa 79' |

La scorul general 4–4, Olympique Lyonnais s-a calificat datorită numărului mai mare de goluri marcate în deplasare.
| CSA Steaua București | 1 – 0 | Valencia CF |
| -------------------- | ----- | ----------- |
| Constantin 8'        |       |             |

Valencia CF s-a calificat cu scorul general 3–1.

## Sferturi de finală
| Echipa 1                | Total | Echipa 2           | Turul I | Turul II |
| ----------------------- | ----- | ------------------ | ------- | -------- |
| Valencia CF             | 1 – 2 | FC Bayern München  | 1 – 1   | 0 – 1    |
| Hamburger SV            | 2 – 2 | Olympique Lyonnais | 2 – 0   | 0 – 2    |
| Royal Standard de Liège | 2 – 2 | AC Milan           | 1 – 1   | 1 – 1    |
| Cardiff City FC         | 1 – 1 | FC Torpedo Moscova | 1 – 0   | 0 – 1    |

### Turul I
| Valencia CF | 1 – 1 | FC Bayern München |
| ----------- | ----- | ----------------- |
| Vilar 5'    |       | Mestre 76'        |

| Hamburger SV             | 2 – 0 | Olympique Lyonnais |
| ------------------------ | ----- | ------------------ |
| Dieckmann 80' Dörfel 83' |       |                    |

| Royal Standard de Liège | 1 – 1 | AC Milan  |
| ----------------------- | ----- | --------- |
| Claessen 34'            |       | Prati 21' |

| Cardiff City FC | 1 – 0 | FC Torpedo Moscova |
| --------------- | ----- | ------------------ |
| Jones 44'       |       |                    |

### Turul II
| FC Bayern München | 1 – 0 | Valencia CF |
| ----------------- | ----- | ----------- |
| Müller 3'         |       |             |

FC Bayern München s-a calificat cu scorul general 2–1.
| Olympique Lyonnais | 2 – 0 (d.p.) | Hamburger SV |
| ------------------ | ------------ | ------------ |
| Di Nallo 18' (90)  |              |              |

La scorul general 2-2 s-a disputat un meci de baraj
| AC Milan    | 1 – 1 (d.p.) | Royal Standard de Liège |
| ----------- | ------------ | ----------------------- |
| Rognoni 40' |              | Jurkiewicz 73'          |

La scorul general 2-2 s-a disputat un meci de baraj
| FC Torpedo Moscova | 1 – 0 (d.p.) | Cardiff City FC |
| ------------------ | ------------ | --------------- |
| Gershkovich 43'    |              |                 |

La scorul general 1-1 s-a disputat un meci de baraj

### Baraj
| Hamburger SV           | 2 – 0 | Olympique Lyonnais |
| ---------------------- | ----- | ------------------ |
| Seeler 47', 60' (pen.) |       |                    |

Hamburger SV s-a calificat
| AC Milan            | 2 – 0 | Royal Standard de Liège |
| ------------------- | ----- | ----------------------- |
| Prati 2' Rivera 48' |       |                         |

AC Milan s-a calificat
| Cardiff City FC | 1 – 0 | FC Torpedo Moscova |
| --------------- | ----- | ------------------ |
| Dean 42'        |       |                    |

Cardiff City FC s-a calificat

## Semifinale
| Echipa 1     | Total | Echipa 2          | Turul I | Turul II |
| ------------ | ----- | ----------------- | ------- | -------- |
| Hamburger SV | 4 – 3 | Cardiff City FC   | 1 – 1   | 3 – 2    |
| AC Milan     | 2 – 0 | FC Bayern München | 2 – 0   | 0 – 0    |

### Turul I
| Hamburger SV | 1 – 1 | Cardiff City FC |
| ------------ | ----- | --------------- |
| Sandmann 70' |       | Dean 5'         |

| AC Milan              | 2 – 0 | FC Bayern München |
| --------------------- | ----- | ----------------- |
| Sormani 51' Prati 74' |       |                   |

### Turul II
| Cardiff City FC     | 2 – 3 | Hamburger SV              |
| ------------------- | ----- | ------------------------- |
| Dean 12' Harris 78' |       | Hönig 16', 81' Seeler 86' |

Hamburger SV s-a calificat cu scorul general 4–3.
| FC Bayern München | 0 – 0 | AC Milan |
| ----------------- | ----- | -------- |
|                   |       |          |

AC Milan s-a calificat cu scorul general 2–0.

## Finala
| AC Milan | AC Milan | Hamburger SV | Hamburger SV |
| | \| Finala \| \| 23 mai 1968, ora 19:00 la Rotterdam (Feijenoord) \| \| Scor: 2–0 (2–0) \| \| Spectatori: 53.276 \| \| Arbitru: José Maria Ortiz De Mendíbil (Spania) \| \| Detalii \|      |              |              |
| Fabio Cudicini – Angelo Anquilletti, Roberto Rosato, Giovanni Trapattoni, Karl-Heinz Schnellinger – Giovanni Lodetti, Gianni Rivera , Nevio Scala - Kurt Hamrin, Angelo Sormani, Pierino Prati Antrenor: Nereo Rocco | Özcan Arkoç – Helmut Sandmann, Willi Schulz, Holger Dieckmann, Jürgen Kurbjuhn – Werner Krämer, Egon Horst – Bernd Dörfel, Uwe Seeler , Franz-Josef Hönig, Gert Dörfel Antrenor: Kurt Koch |              |              |
| 1:0 Kurt Hamrin (3) 2:0 Kurt Hamrin (18) | |              |              |
| Finala | |              |              |
| 23 mai 1968, ora 19:00 la Rotterdam (Feijenoord) | |              |              |
| Scor: 2–0 (2–0) | |              |              |
| Spectatori: 53.276 | |              |              |
| Arbitru: José Maria Ortiz De Mendíbil (Spania) | |              |              |
| Detalii | |              |              |

## Golgheteri
8 goluri
- Uwe Seeler (Hamburger SV)

7 goluri
- Gerd Müller (FC Bayern München )

6 goluri
- Fleury Di Nallo (Olympique Lyonnais)